# Töreky Géza
Töreki Töreky Géza (Baja, 1873. május 1. – Luzern, 1961. szeptember 14.) magyar jogász, bíró, magyar királyi titkos tanácsos, felsőházi tag, a Magyar Királyi Kúria elnöke 1937 és 1944 között.

## Élete
Apja Töreky Gábor (1841–1896), főgimnáziumi igazgató, anyja nemes Skultéty Vilma volt. Jogi tanulmányait Budapesten végezte, és 1896-ban a budapesti királyi büntetőtörvényszék joggyakornoka lett, majd az ítélőtáblára került. 
1898-ban ügyvédi oklevelet szerzett, és még ebben az évben a büntetőtörvényszék jegyzője lett. 1900-ban egri alügyésszé nevezték ki, majd 1903-tól az Igazságügyi Minisztériumban dolgozott, itt főleg királyi ügyészségi adminisztrációval és törvényelőkészítési ügyekkel foglalkozott. Helyeselte az ügyészek hatáskörének kibővítését, amely érintette a közigazgatási bizottságot, az elemi iskolai tanítók fegyelmi ügyeit és az árvaszéket, valamint a közigazgatási hatóságok előtt lefolytatott kihágási eljárásokat is.  
1907-ben törvényszéki bíróvá nevezték ki, de még egészen 1915-ig a minisztériumban dolgozott, ezután a budapesti ítélőtábla bírája lett. 1921-ben kúriai bíró lett. 1922-től a büntetőtörvényszék alelnöke, majd 1926-tól 1934-ig elnöke volt. 
A Horthy-korszak ismert bírója volt, több nagyhatású politikai perben ítélkezett. Az ő tanácsa tárgyalta az Eskütt-ügyet és frankhamisítási botrányt követő pert, csakúgy, mint Hatvany Lajos, Hock János vagy Dréhr Imre perét. 1931-ben vallásgyalázás miatt nyolcnapi elzárásra ítélte Radnóti Miklóst a költő Arckép és a Pirul a naptól már az őszi bogyó című verseiért (fellebbezés után a büntetés végrehajtását egy évre felfüggesztették). A biatorbágyi merényletet követően felállított rögtönítélő bíróság elnökeként ő ítélte halálra Sallai Imrét és Fürst Sándort 1932 júliusában.  A vidéki pihenésről visszaérkező bíró megtiltotta a vádlottaknak, hogy védőikkel beszéljenek, a védőknek pedig megtiltotta, hogy betekintést nyerjenek az iratokba. A vádlottak kihallgatása alig 10-15 percig tartott a korabeli beszámolók alapján. A tanácskozást a bíró hamar, délután 2 órakor le is zárta. Nem sokkal később kihirdette a halálos ítéletet, amit még aznap 5 órakor végre is hajtottak.
1934-ben a Magyar Királyi Kúria másodelnökévé nevezték ki, a büntető osztályt vezette. Tisztségéből fakadóan 1935-től a Felsőház tagja volt, a Ház igazságügyi bizottságának elnöki tisztségét is ellátta. 1936-ban magyar királyi titkos tanácsosi címet kapott, majd 1937-ben a Kúria elnökévé nevezték ki. Számos írása jelent meg különféle szakfolyóiratokban, elnöke volt az Országos Bírói és Ügyészi Egyesület budapesti osztályának és helyettes elnöke az Egységes Bírói és Ügyvédi Vizsgálóbizottságnak.
Magyarország német megszállása után neki kellett végrehajtania a Kúria zsidó dolgozóinak eltávolítását. 1944 júniusában nyugalomba vonult. A nyilas hatalomátvétel után letartóztatták, hiszen a Szálasi Ferenc vezette kormányban általa korábban elítélt politikusok is voltak. Kállay MIklós korábbi miniszterelnökkel együtt Mathausenbe hurcolták, a második világháború után pedig – mivel tartott az általa korábban szintén elítélt kommunista politikusok bosszújától – nem tért haza. Kiszabadulása után Svájcban telepedett le. Luzernben hunyt el 88 éves korában.